# Петерсон, Карл Андреевич
Карл Андреевич Петерсон (латыш. Kārlis Pētersons; 1877, Латвия — 17 января 1926, Сухум) — участник революционного движения, советский государственный, военный и партийный деятель, активный участник гражданской войны в России.

## Биография
Родился в семье арендатора.
Учился в волостном училище. В 1895 году переезжает в Ригу, где вначале работает чернорабочим, а затем — репортёром различных демократических газет. В 1898 году вступает в РСДРП. В том же году организует один из первых социал-демократических кружков в Латвии. В 1899 году — член Рижского комитета РСДРП, с 1900 года ведёт партийную работу в Либаве (Лиепая). В 1901 году арестовывается и приговаривается к 3 годам ссылки в Сибирь. По возвращении, в апреле 1904 года, на партийно-агитационной работе в Риге и Либаве, участвует в организации волнений среди сельскохозяйственных рабочих.
В 1908 году переведён на революционную работу в Москву, здесь вновь арестован и приговорён к 1 году заключения в крепости. Возвратившись в Ригу в 1911 году, становится редактором различных социал-демократических партийных изданий — газеты «Laika Balss» («Голос времени»), и других. В конце 1912 года вновь арестовывается и высылается на 3 года на поселение в Архангельскую губернию. В конце 1915 года возвращается в Петроград, где работает секретарём больничной кассы на фабрике «Красный Треугольник».
В 1916 году — в действующей армии, служит в запасном полку латышских стрелков в городе Валмиера. В 1917 году — член Исколастрела, делегат и представитель латышских стрелков на 2-м Всероссийском съезде Советов. На 2, 3, 4, 5-м и 6-м Всероссийских съездах Советов избирается членом ВЦИК. С декабря 1917 член первой коллегии ВЧК. 13 апреля 1918 года приказом Народного комиссара по военным делам РСФСР назначен комиссаром Латышской дивизии. В 1919 году — член правительства Советской Латвии, нарком по военным делам и член РВС армии Советской Латвии. В 1920 году — военком Енисейской губернии, с ноября 1920 года по январь 1921 года — член РВС 5-й армии Восточного фронта. С 1921 года — уполномоченный НКИД в Новороссийске.
Скончался 17 января 1926 года от туберкулёза в Сухуме.